# Gyldendal

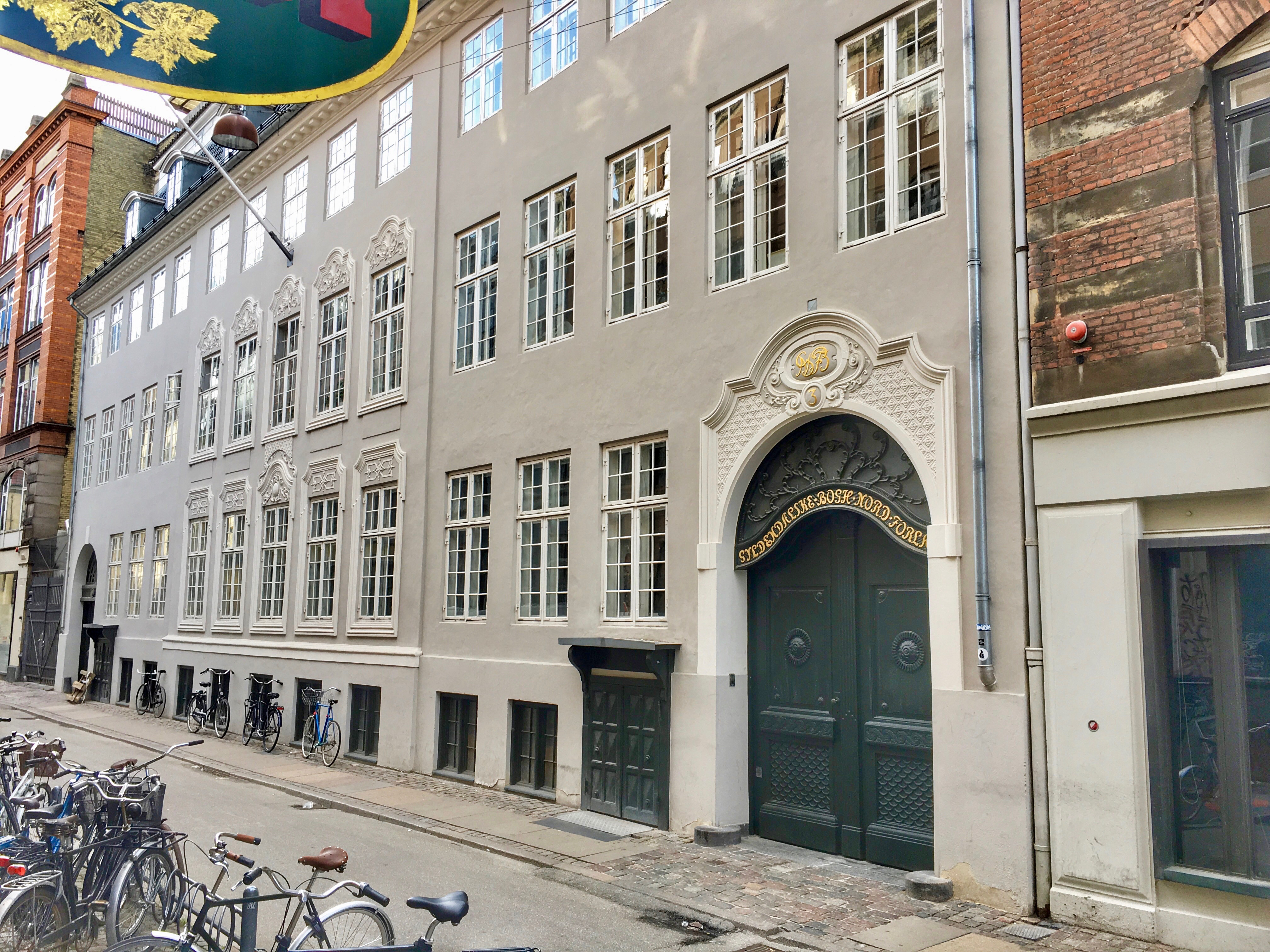
Gyldendals domicilie sinds 1787: Klareboderne 3 in Kopenhagen

Gyldendal (van 1903 tot 2010 onder de naam Gyldendalske Boghandel, Nordisk Forlag A/S) in Kopenhagen is de grootste zelfstandige uitgeverij in Denemarken. Het bedrijf is opgericht in 1770 en is daarmee de oudste Deense uitgeverij, sinds het uit 1661 daterende Schultz Forlag in 2007 door Gyldendal werd ingelijfd. 

## Geschiedenis

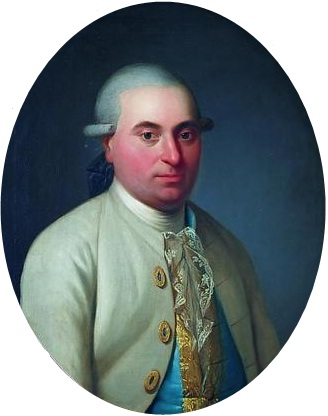
Oprichter Søren Gyldendal
Erik Pauelsen, 1780

De uitgeverij werd in 1770 opgericht door Søren Gyldendal (1742-1802) en is al sinds 1787 gevestigd in het gebouw Klareboderne 3 in de Kopenhaagse Indre By. Gyldendals schoonzoon Jacob Deichmann, die het bedrijf in 1809 overnam, bouwde het uit tot de meest vooraanstaande uitgeverij in het land. In 1850 verkocht hij Gyldendal aan de boekhandelaar Frederik V. Hegel, die de focus vooral richtte op moderne bellettrie. Zijn erfgenamen bezaten het bedrijf drie generaties lang.
In de jaren na 1890 kreeg Gyldendal het moeilijk door de opkomende concurrentie van andere uitgeverijen, die hun krachten hadden gebundeld in Det Nordiske Forlag (DNF). Er ontstond een felle strijd om de controle over de Deense boekenmarkt, maar de in 1896 aangestelde Peter Nansen wist het tij voor Gyldendal te keren. Door het opkopen van C.A. Reitzels Forlag verzekerde hij zich van de rechten van de meeste auteurs van de Deense Gouden Eeuw. Hij introduceerde de literaire reeks Gyldendals Bibliothek en gaf de uitgeverij met Gyldendals Røde Ordbøger een leidende positie op de Deense markt voor woordenboeken tot op de huidige dag. De omzet steeg en rond de eeuwwisseling was Gyldendal weer de grootste uitgeverij van het land.
In 1903 kwam aan de strijd een einde door de fusie van Gyldendal en DNF onder de naam 'Gyldendalske Boghandel og det Nordiske Forlag (GBNF). Eigenaar en directeur was Jacob Hegel, zoon van Frederik V. Hegel. Er kwam in 1906 ook een Noorse tak, Det Norske Forlagshus, die in 1925 werd verkocht en sindsdien Gyldendal Norsk Forlag heet. Frederik Hegel, zoon van Jacob Hegel, begaf zich op de tijdschrift- en krantenmarkt. Hij kocht De Ferslewske Blade en stichtte het dagblad Dagens Nyheder. Het liep uit op een dure mislukking en leidde in 1939 tot zijn aftreden als directeur.
In 1952 bezat de kaashandelaar en kunstverzamelaar Knud W. Jensen, later de oprichter van het museum Louisiana, de meerderheid van de aandelen Gyldendal. Hij benoemde de dichter en schrijver Ole Wivel tot directeur en integreerde diens eigen uitgeverij in Gyldendal.

## Activiteiten
Onder de publicaties bevinden zich fictie, zowel nieuw als klassiek, lesmateriaal (waaronder Gyldendals Rode Woordenboeken), kinder- en jeugdboeken (mede via de dochteruitgeverijen) en non-fictie. Een groot deel van het succes van de uitgeverij kan worden toegeschreven aan goedkope boekenreeksen zoals Gyldendals Tranebøger gelanceerd in 1959, en Gyldendals Paperbacks sinds 1982.
Gyldendal is ook toonaangevend op de boekenclubmarkt en exploiteert onder meer Gyldendals Bogklub (Gyldendal's Book Club), opgericht in 1966, Samlerens Bogklub (de Collector's Book Club) en Bogklubben for Sundhedsprofessionelle (de Book Club for Health Professionals). De boekenclubs functioneren als een onafhankelijk bedrijf binnen de Gyldendal-groep.  
Gyldendal publiceert ook literatuur in digitale formaten, zoals e- en audioboeken, die zowel via de iOS-app BØGER als via de traditionele boekwinkels worden verkocht. Op 27 mei 2013 lanceerde Gyldendal, in samenwerking met het Zweedse Storytel, een streamingdienst voor audioboeken die is gebaseerd op een abonnementsmodel waarbij gebruikers een vaste maandelijkse prijs betalen voor toegang tot audioboeken. Er wordt gewerkt aan de digitalisering van grote delen van de backcatalogus, zodat grotere delen van het literaire erfgoed digitaal beschikbaar komen. Gyldendal runt ook Den Store Danske Encyklopædi, een online encyclopedie.
Tot de Gyldendal-groep behoren dochterondernemingen en imprints als Borgen, Gyldendal Business, Gyldendals Leksikon, Hans Reitzels Forlag, Forlaget Fremad, Samlerens Forlag, Høst & Søns Forlag, Rosinante & Co (tot 2019), Munksgaards Forlag, Exlibris Musik (met het platenlabel Exlibris Records), Forlaget Forum, Systime, Academica, Schultz Forlag, Nyt Juridisk Forlag/Djøf, Cicero/Chr. Erichsen, Superpocket, Flamingo, Tiderne Skifter en Direktion. Gyldendal is eigenaar van de boekendistributeur Nordisk Bog Centre, die ook voor andere uitgeverijen werkt.
Het in Oslo gevestigde Gyldendal Norsk Forlag staat sinds 1925 los van het Deense Gyldendal.

## Leiding
Aan de leiding staan Hanne Salomonsen (CEO) en Peter Normann. Bestuursvoorzitter is sinds 2023 Gregers Wedell-Wedellsborg. Bekende eigenaren en/of directeuren uit het verleden zijn Søren Jensen Gyldendal (1770-1802), Jacob Deichmann (1809-1846), Frederik Vilhelm Hegel (1846-1887), Jacob Hegel (1877-1903), Peter Nansen (1896-1916), Ernst Bojesen (1903-1914), Frederik Hegel (1912-1939), Ingeborg Andersen (1940-1954), Ole Wivel (1954-1963 en 1971-1980), Jørn Lund (1995-2002), Stig Andersen (2000-2018) en Morten Hesseldahl (2018-2022). Bekende hoofdredacteuren met de titel 'litterær direktør' waren Mogens Knudsen (1964-1980), Klaus Rifbjerg (1984-1991) en Johannes Riis (1994-2018). Chef van de afdeling literatuur is sinds 2018 Simon Pasternak.

## Bron
- Dit artikel of een eerdere versie ervan is een (gedeeltelijke) vertaling van het artikel Gyldendal op de Deenstalige Wikipedia, dat onder de licentie Creative Commons Naamsvermelding/Gelijk delen valt. Zie de bewerkingsgeschiedenis aldaar.

- Bibliothèque nationale de France: cb12739797k (data)
- International Standard Name Identifier: 0000 0001 0659 0687
- Library of Congress Control Number: n88268685
- Système universitaire de documentation: 142662917
- Virtual International Authority File: 127954890